# Бюканън язди сам
„Бюканън язди сам“ (на английски: Buchanan Rides Alone) е американски игрален филм уестърн, излязъл по екраните през 1958 година, режисиран от Бъд Бетикър с участието на Рандолф Скот, Крейг Стивънс, Бари Кели и други.

## Сюжет
На път към дома си в западен Тексас, събрал достатъчно пари да си купи ранчо, Том Бюканън спира в градчето Агри, което е точно на границата с Мексико. Намерението му е само да пренощува, но по каприз на съдбата е ограбен, арестуван и обвинен в убийство. Убитият е не някой друг, а малкият брат на шерифа и съдията.

## В ролите
| Актьор          | Роля              |
| --------------- | ----------------- |
| Рандолф Скот    | Том Бюканън       |
| Крейг Стивънс   | Абе Карбо         |
| Бари Кели       | шериф Лу Агри     |
| Тол Ейвъри      | съдия Саймън Агри |
| Питър Уитни     | Амос Агри         |
| Мануел Рохас    | Хуан де ла Вега   |
| Л. К. Джоунс    | Пакос Хил         |
| Робърт Андерсън | Уолдо Пек         |
| Джо Де Сантис   | Естебан Гомес     |
| Уилям Лесли     | Рой Агри          |
| Дженифър Холдън | Кей Ти            |